# Oscar de la meilleure actrice dans un second rôle

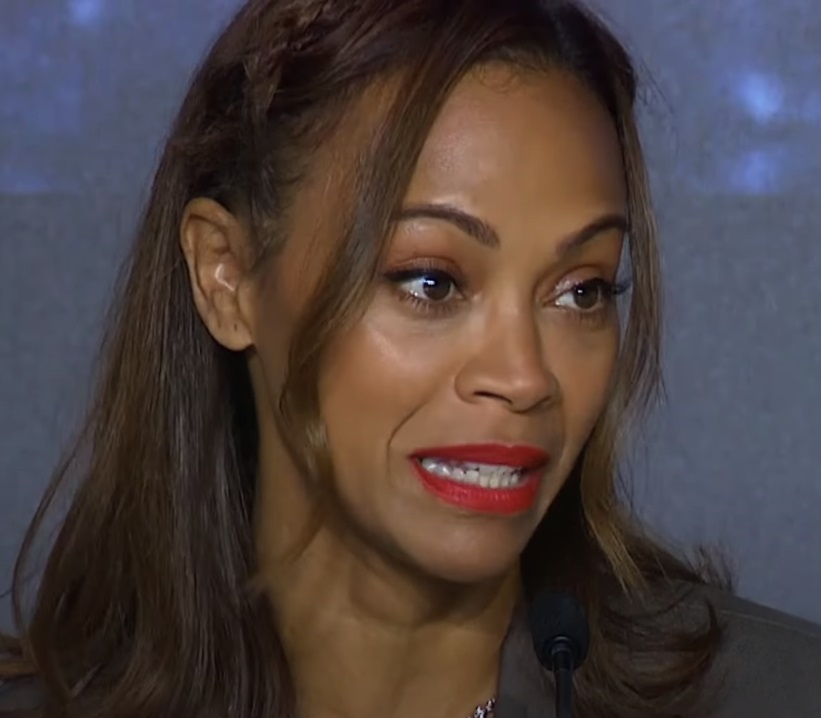
Zoe Saldaña reçoit l'Oscar de la meilleure actrice dans un second rôle en 2025, pour sa prestation dans Emilia Pérez.

L'Oscar de la meilleure actrice dans un second rôle (Academy Award for Best Supporting Actress) est une récompense cinématographique américaine décernée annuellement par l'Academy of Motion Picture Arts and Sciences (AMPAS). Ce prix récompense le travail d’interprétation d’une actrice, jugé comme étant le meilleur de l’année écoulée, dans un film où elle tient un second rôle. La récompense est généralement présentée par le gagnant de l'Oscar du meilleur acteur dans un second rôle de l'année précédente.

## Règles
Les nominations sont décidées par scrutin à vote unique transférable par les acteurs et actrices membres de l'Academy. La lauréate est élue par majorité relative par tous les membres de l'Académie.
Il n'existe pas de règles ou de durées imposées pour définir un second rôle d'un rôle principal, ce qui serait alors approprié pour l'Oscar de la meilleure actrice. Si officiellement, ce sont les votants de l'Academy qui décident, les publicistes envoient les recommandations nécessaires (For your consideration) pour catégoriser les éventuels nommés et d'éviter la dispersion des votes. Ce distinguo est quelquefois critiqué pour sa pertinence (le second rôle a un temps d'apparition similaire au rôle principal). L'Oscar du meilleur acteur dans un second rôle est aussi concerné par ce problème.

## Palmarès
Note : L’année indiquée est celle de la cérémonie, récompensant les films sortis au cours de l’année précédente. Les lauréates sont indiquées en tête de chaque catégorie, en jaune et en caractères gras.

### Années 1930
| Année | Actrice           | Rôle                     | Film                               |
| ----- | ----------------- | ------------------------ | ---------------------------------- |
| 1937  | Gale Sondergaard  | Faith Paleologus         | Anthony Adverse                    |
| 1937  | Beulah Bondi      | Rachel Jackson           | L'Enchanteresse                    |
| 1937  | Alice Brady       | Angelica Bullock         | Mon homme Godfrey                  |
| 1937  | Bonita Granville  | Mary Tilford             | Ils étaient trois                  |
| 1937  | Maria Ouspenskaïa | La baronne von Obersdorf | Dodsworth                          |
| 1938  | Alice Brady       | Molly O'Leary            | L'Incendie de Chicago              |
| 1938  | Andrea Leeds      | Kay Hamilton             | Pension d'artistes                 |
| 1938  | Anne Shirley      | Laurel Dallas            | Stella Dallas                      |
| 1938  | Claire Trevor     | Francey                  | Rue sans issue                     |
| 1938  | May Whitty        | Madame Bramson           | La Force des ténèbres              |
| 1939  | Fay Bainter       | Belle Massey             | L'Insoumise                        |
| 1939  | Beulah Bondi      | Mary Wilkins             | Of Human Hearts                    |
| 1939  | Billie Burke      | Emily Kilbourne          | Madame et son clochard             |
| 1939  | Spring Byington   | Penelope Sycamore        | Vous ne l'emporterez pas avec vous |
| 1939  | Miliza Korjus     | Carla Donner             | Toute la ville danse               |

### Années 1940
| Année | Actrice              | Rôle                      | Film                          |
| ----- | -------------------- | ------------------------- | ----------------------------- |
| 1940  | Hattie McDaniel      | Mammy                     | Autant en emporte le vent     |
| 1940  | Olivia de Havilland  | Melanie Hamilton          | Autant en emporte le vent     |
| 1940  | Geraldine Fitzgerald | Isabella Linton           | Les Hauts de Hurlevent        |
| 1940  | Edna May Oliver      | Sarah McKlennar           | Sur la piste des Mohawks      |
| 1940  | Maria Ouspenskaïa    | Grand-mère Janou          | Elle et lui                   |
| 1941  | Jane Darwell         | Ma Joad                   | Les Raisins de la colère      |
| 1941  | Judith Anderson      | Madame Danvers            | Rebecca                       |
| 1941  | Ruth Hussey          | Liz Imbrie                | Indiscrétions                 |
| 1941  | Barbara O'Neil       | Françoise Sébastiani      | L'Étrangère                   |
| 1941  | Marjorie Rambeau     | Mamie Adams               | Le Lys du ruisseau            |
| 1942  | Mary Astor           | Sandra Kovak              | Le Grand Mensonge             |
| 1942  | Sara Allgood         | Beth Morgan               | Qu'elle était verte ma vallée |
| 1942  | Patricia Collinge    | Birdie Bagtry-Hubbard     | La Vipère                     |
| 1942  | Teresa Wright        | Alexandra Giddens         | La Vipère                     |
| 1942  | Margaret Wycherly    | Mary Brooks-York          | Sergent York                  |
| 1943  | Teresa Wright        | Carol Beldon              | Madame Miniver                |
| 1943  | Gladys Cooper        | Madame Vale               | Une femme cherche son destin  |
| 1943  | Agnes Moorehead      | Fanny Minafer             | La Splendeur des Amberson     |
| 1943  | Susan Peters         | Kitty Chilcet             | Prisonniers du passé          |
| 1943  | May Whitty           | Lady Beldon               | Madame Miniver                |
| 1944  | Katína Paxinoú       | Pilar                     | Pour qui sonne le glas        |
| 1944  | Gladys Cooper        | Marie-Thérèse Vauzou      | Le Chant de Bernadette        |
| 1944  | Paulette Goddard     | Joan O'Doul               | Celles que fiers nous saluons |
| 1944  | Anne Revere          | Louise Casterot-Soubirous | Le Chant de Bernadette        |
| 1944  | Lucile Watson        | Fanny Farrelly            | Quand le jour viendra         |
| 1945  | Ethel Barrymore      | Ma Mott                   | Rien qu'un cœur solitaire     |
| 1945  | Jennifer Jones       | Jane Deborah Hilton       | Depuis ton départ             |
| 1945  | Angela Lansbury      | Nancy Olivier             | Hantise                       |
| 1945  | Aline MacMahon       | La femme de Ling Tan      | Les Fils du dragon            |
| 1945  | Agnes Moorehead      | Aspasia Conti             | Madame Parkington             |
| 1946  | Anne Revere          | Araminty Brown            | Le Grand National             |
| 1946  | Eve Arden            | Ida Corwin                | Le Roman de Mildred Pierce    |
| 1946  | Ann Blyth            | Veda Pierce               | Le Roman de Mildred Pierce    |
| 1946  | Angela Lansbury      | Sibyl Vane                | Le Portrait de Dorian Gray    |
| 1946  | Joan Lorring         | Bessie Watty              | Le blé est vert               |
| 1947  | Anne Baxter          | Sophie Nelson-MacDonald   | Le Fil du rasoir              |
| 1947  | Ethel Barrymore      | Madame Warren             | Deux Mains, la nuit           |
| 1947  | Lillian Gish         | Laura Belle McCanles      | Duel au soleil                |
| 1947  | Flora Robson         | Angelique Buiton          | L'Intrigante de Saratoga      |
| 1947  | Gale Sondergaard     | Lady Thiang               | Anna et le Roi de Siam        |
| 1948  | Celeste Holm         | Anne Dettrey              | Le Mur invisible              |
| 1948  | Ethel Barrymore      | Sophie Horfield           | Le Procès Paradine            |
| 1948  | Gloria Grahame       | Ginny Tremaine            | Feux croisés                  |
| 1948  | Marjorie Main        | Ma Kettle                 | L'Œuf et moi                  |
| 1948  | Anne Revere          | Madame Green              | Le Mur invisible              |
| 1949  | Claire Trevor        | Gaye Dawn                 | Key Largo                     |
| 1949  | Barbara Bel Geddes   | Katrin Hanson             | Tendresse                     |
| 1949  | Ellen Corby          | Trina                     | Tendresse                     |
| 1949  | Agnes Moorehead      | Aggie McDonald            | Johnny Belinda                |
| 1949  | Jean Simmons         | Ophélie                   | Hamlet                        |

### Années 1950
| Année | Actrice              | Rôle                    | Film                         |
| ----- | -------------------- | ----------------------- | ---------------------------- |
| 1950  | Mercedes McCambridge | Sadie Burke             | Les Fous du roi              |
| 1950  | Ethel Barrymore      | Miss Em                 | L'Héritage de la chair       |
| 1950  | Celeste Holm         | Sœur Scholastica        | Les Sœurs casse-cou          |
| 1950  | Elsa Lanchester      | Amelia Potts            | Les Sœurs casse-cou          |
| 1950  | Ethel Waters         | Dicey Johnson           | L'Héritage de la chair       |
| 1951  | Josephine Hull       | Veta Louise Simmons     | Harvey                       |
| 1951  | Hope Emerson         | Evelyn Harper           | Femmes en cage               |
| 1951  | Celeste Holm         | Karen Richards          | Ève                          |
| 1951  | Nancy Olson          | Betty Schaefer          | Boulevard du crépuscule      |
| 1951  | Thelma Ritter        | Birdie Coonan           | Ève                          |
| 1952  | Kim Hunter           | Stella Kowalski         | Un tramway nommé Désir       |
| 1952  | Joan Blondell        | Annie Rawlins           | La Femme au voile bleu       |
| 1952  | Mildred Dunnock      | Linda Loman             | Mort d'un commis voyageur    |
| 1952  | Lee Grant            | La voleuse à l'étalage  | Histoire de détective        |
| 1952  | Thelma Ritter        | Ellen McNulty           | La Mère du marié             |
| 1953  | Gloria Grahame       | Rosemary Bartlow        | Les Ensorcelés               |
| 1953  | Jean Hagen           | Lina Lamont             | Chantons sous la pluie       |
| 1953  | Colette Marchand     | Marie Charlet           | Moulin Rouge                 |
| 1953  | Terry Moore          | Marie Buckholder        | Reviens petite Sheba         |
| 1953  | Thelma Ritter        | Clancy                  | Un refrain dans mon cœur     |
| 1954  | Donna Reed           | Alma Burke / Lorene     | Tant qu'il y aura des hommes |
| 1954  | Grace Kelly          | Linda Nordley           | Mogambo                      |
| 1954  | Geraldine Page       | Angie Lowe              | Hondo, l'homme du désert     |
| 1954  | Marjorie Rambeau     | Madame Stewart          | La Madone gitane             |
| 1954  | Thelma Ritter        | Moe Williams            | Le Port de la drogue         |
| 1955  | Eva Marie Saint      | Edie Doyle              | Sur les quais                |
| 1955  | Nina Foch            | Erica Martin            | La Tour des ambitieux        |
| 1955  | Katy Jurado          | Señora Devereaux        | La Lance brisée              |
| 1955  | Jan Sterling         | Salle McKee             | Écrit dans le ciel           |
| 1955  | Claire Trevor        | May Holst               | Écrit dans le ciel           |
| 1956  | Jo Van Fleet         | Cathy Ames / Kate Trask | À l'est d'Éden               |
| 1956  | Betsy Blair          | Clara Snyder            | Marty                        |
| 1956  | Peggy Lee            | Rose Hopkins            | La Peau d'un autre           |
| 1956  | Marisa Pavan         | Rosa Delle Rose         | La Rose tatouée              |
| 1956  | Natalie Wood         | Judy                    | La Fureur de vivre           |
| 1957  | Dorothy Malone       | Marylee Hadley          | Écrit sur du vent            |
| 1957  | Mildred Dunnock      | Rose Comfort            | Baby Doll                    |
| 1957  | Eileen Heckart       | Hortense Daigle         | La Mauvaise Graine           |
| 1957  | Mercedes McCambridge | Luz Benedict            | Géant                        |
| 1957  | Patty McCormack      | Rhoda Penmark           | La Mauvaise Graine           |
| 1958  | Miyoshi Umeki        | Katsumi Kelly           | Sayonara                     |
| 1958  | Carolyn Jones        | L'existentialiste       | La Nuit des maris            |
| 1958  | Elsa Lanchester      | Miss Plimsoll           | Témoin à charge              |
| 1958  | Hope Lange           | Selena Cross            | Les Plaisirs de l'enfer      |
| 1958  | Diane Varsi          | Allison MacKenzie       | Les Plaisirs de l'enfer      |
| 1959  | Wendy Hiller         | Pat Cooper              | Tables séparées              |
| 1959  | Peggy Cass           | Agnes Gooch             | Ma tante                     |
| 1959  | Martha Hyer          | Gwen French             | Comme un torrent             |
| 1959  | Maureen Stapleton    | Fay Doyle               | Cœurs brisés                 |
| 1959  | Cara Williams        | La mère de Billy        | La Chaîne                    |

### Années 1960
| Année | Actrice             | Rôle                        | Film                               |
| ----- | ------------------- | --------------------------- | ---------------------------------- |
| 1960  | Shelley Winters     | Petronella van Daan         | Le Journal d'Anne Frank            |
| 1960  | Hermione Baddeley   | Elspeth                     | Les Chemins de la haute ville      |
| 1960  | Susan Kohner        | Sarah Jane Johnson          | Mirage de la vie                   |
| 1960  | Juanita Moore       | Annie Johnson               | Mirage de la vie                   |
| 1960  | Thelma Ritter       | Alma                        | Confidences sur l'oreiller         |
| 1961  | Shirley Jones       | Lulu Baines                 | Elmer Gantry le charlatan          |
| 1961  | Glynis John         | Madame Firth                | Horizons sans frontières           |
| 1961  | Shirley Knight      | Reenie Flood                | The Dark at the Top of the Stairs  |
| 1961  | Janet Leigh         | Marion Crane                | Psychose                           |
| 1961  | Mary Ure            | Clara Dawes                 | Amants et Fils                     |
| 1962  | Rita Moreno         | Anita del Carmen            | West Side Story (première version) |
| 1962  | Fay Bainter         | Amelia Tilford              | La Rumeur                          |
| 1962  | Judy Garland        | Irene Hoffman-Wallner       | Jugement à Nuremberg               |
| 1962  | Lotte Lenya         | Madga Terribili-Gonzales    | Le Visage du plaisir               |
| 1962  | Una Merkel          | Madame Winemiller           | Été et Fumées                      |
| 1963  | Patty Duke          | Helen Keller                | Miracle en Alabama                 |
| 1963  | Mary Badham         | Jean Louise Finch           | Du silence et des ombres           |
| 1963  | Shirley Knight      | Heavenly Finley             | Doux oiseau de jeunesse            |
| 1963  | Angela Lansbury     | Eleanor Iselin              | Un crime dans la tête              |
| 1963  | Thelma Ritter       | Elizabeth McCartney-Stroud  | Le Prisonnier d'Alcatraz           |
| 1964  | Margaret Rutherford | La duchesse de Brighton     | Hôtel international                |
| 1964  | Diane Cilento       | Molly Seagrim               | Tom Jones                          |
| 1964  | Edith Evans         | Miss Western                | Tom Jones                          |
| 1964  | Joyce Redman        | Madame Waters / Jenny Jones | Tom Jones                          |
| 1964  | Lilia Skala         | Mère Maria Marthe           | Le Lys des champs                  |
| 1965  | Lila Kedrova        | Madame Hortense             | Zorba le Grec                      |
| 1965  | Gladys Cooper       | Madame Higgins              | My Fair Lady                       |
| 1965  | Edith Evans         | Madame St. Maugham          | Mystère sur la falaise             |
| 1965  | Grayson Hall        | Judith Fellowes             | La Nuit de l'iguane                |
| 1965  | Agnes Moorehead     | Velma Cruther               | Chut... chut, chère Charlotte      |
| 1966  | Shelley Winters     | Rose-Ann D'Arcey            | Un coin de ciel bleu               |
| 1966  | Ruth Gordon         | Lucile Clover               | Daisy Clover                       |
| 1966  | Joyce Redman        | Emilia                      | Othello                            |
| 1966  | Maggie Smith        | Desdémone                   | Othello                            |
| 1966  | Peggy Wood          | La Mère supérieure          | La Mélodie du bonheur              |
| 1967  | Sandy Dennis        | Honey                       | Qui a peur de Virginia Woolf ?     |
| 1967  | Wendy Hiller        | Alice More                  | Un homme pour l'éternité           |
| 1967  | Jocelyne LaGarde    | Malama Kanakoa              | Hawaï                              |
| 1967  | Vivien Merchant     | Lily Clamacraft             | Alfie le dragueur                  |
| 1967  | Geraldine Page      | Margery Chanticleer         | Big Boy                            |
| 1968  | Estelle Parsons     | Blanche Barrow              | Bonnie et Clyde                    |
| 1968  | Carol Channing      | Muzzy van Hossmere          | Millie                             |
| 1968  | Mildred Natwick     | Ethel Banks                 | Pieds nus dans le parc             |
| 1968  | Beah Richards       | Mary Prentice               | Devine qui vient dîner...          |
| 1968  | Katharine Ross      | Elaine Robinson             | Le Lauréat                         |
| 1969  | Ruth Gordon         | Minnie Castevet             | Rosemary's Baby                    |
| 1969  | Lynn Carlin         | Maria Frost                 | Faces                              |
| 1969  | Sondra Locke        | Mick Kelly                  | Le cœur est un chasseur solitaire  |
| 1969  | Kay Medford         | Rose Stern-Borach           | Funny Girl                         |
| 1969  | Estelle Parsons     | Calla Mackie                | Rachel, Rachel                     |

### Années 1970
| Année | Actrice           | Rôle                    | Film                                   |
| ----- | ----------------- | ----------------------- | -------------------------------------- |
| 1970  | Goldie Hawn       | Toni Simmons            | Fleur de Cactus                        |
| 1970  | Catherine Burns   | Rhoda                   | Dernier Été                            |
| 1970  | Dyan Cannon       | Alice Henderson         | Bob et Carole et Ted et Alice          |
| 1970  | Sylvia Miles      | Cass                    | Macadam Cowboy                         |
| 1970  | Susannah York     | Alice LeBlanc           | On achève bien les chevaux             |
| 1971  | Helen Hayes       | Ada Quonsett            | Airport                                |
| 1971  | Karen Black       | Rayette Dipesto         | Cinq pièces faciles                    |
| 1971  | Lee Grant         | Joyce Enders            | Le Propriétaire                        |
| 1971  | Sally Kellerman   | Margaret O'Houlihan     | MASH                                   |
| 1971  | Maureen Stapleton | Inez Guerrero           | Airport                                |
| 1972  | Cloris Leachman   | Ruth Popper             | La Dernière Séance                     |
| 1972  | Ann-Margret       | Bobbie                  | Ce plaisir qu'on dit charnel           |
| 1972  | Ellen Burstyn     | Lois Farrow             | La Dernière Séance                     |
| 1972  | Barbara Harris    | Allison Densmore        | Qui est Harry Kellerman ?              |
| 1972  | Margaret Leighton | Madame Maudsley         | Le Messager                            |
| 1973  | Eileen Heckart    | Madame Baker            | Libres sont les papillons              |
| 1973  | Jeannie Berlin    | Lila Kolodny            | Le Brise-cœur                          |
| 1973  | Geraldine Page    | Gertrude Wilson         | Peter et Tillie                        |
| 1973  | Susan Tyrrell     | Oma Lee Greer           | La Dernière Chance                     |
| 1973  | Shelley Winters   | Belle Rosen             | L'Aventure du Poséidon                 |
| 1974  | Tatum O'Neal      | Addie Loggins           | La Barbe à papa                        |
| 1974  | Linda Blair       | Regan MacNeil           | L'Exorciste                            |
| 1974  | Candy Clark       | Debbie Dunham           | American Graffiti                      |
| 1974  | Madeline Kahn     | Trixie Delight          | La Barbe à papa                        |
| 1974  | Sylvia Sidney     | Madame Pritchett        | Summer Wishes, Winter Dreams           |
| 1975  | Ingrid Bergman    | Greta Ohlsson           | Le Crime de l'Orient-Express           |
| 1975  | Valentina Cortese | Séverine                | La Nuit américaine                     |
| 1975  | Madeline Kahn     | Lili von Shtüpp         | Le shérif est en prison                |
| 1975  | Diane Ladd        | Flo Castleberry         | Alice n'est plus ici                   |
| 1975  | Talia Shire       | Connie Corleone         | Le Parrain, 2e partie                  |
| 1976  | Lee Grant         | Felicia Karpf           | Shampoo                                |
| 1976  | Ronee Blakley     | Barbara Jean            | Nashville                              |
| 1976  | Sylvia Miles      | Jessie Halstead Florian | Adieu ma jolie                         |
| 1976  | Lily Tomlin       | Lineea Reese            | Nashville                              |
| 1976  | Brenda Vaccaro    | Linda Riggs             | Une fois ne suffit pas                 |
| 1977  | Beatrice Straight | Louise Schumacher       | Network : Main basse sur la télévision |
| 1977  | Jane Alexander    | Judy Hoback             | Les Hommes du président                |
| 1977  | Jodie Foster      | Iris Steensma           | Taxi Driver                            |
| 1977  | Lee Grant         | Lillian Rosen           | Le Voyage des damnés                   |
| 1977  | Piper Laurie      | Margaret White          | Carrie au bal du diable                |
| 1978  | Vanessa Redgrave  | Julia                   | Julia                                  |
| 1978  | Leslie Browne     | Emilia Rodgers          | Le Tournant de la vie                  |
| 1978  | Quinn Cummings    | Lucy McFadden           | Adieu, je reste                        |
| 1978  | Melinda Dillon    | Jillian Guiler          | Rencontres du troisième type           |
| 1978  | Tuesday Weld      | Katherine Dunn          | À la recherche de Mister Goodbar       |
| 1979  | Maggie Smith      | Diana Barrie            | California Hôtel                       |
| 1979  | Dyan Cannon       | Julia Farnsworth        | Le ciel peut attendre                  |
| 1979  | Penelope Milford  | Vi Munson               | Le Retour                              |
| 1979  | Maureen Stapleton | Pearl                   | Intérieurs                             |
| 1979  | Meryl Streep      | Linda                   | Voyage au bout de l'enfer              |

### Années 1980
| Année | Actrice                     | Rôle                      | Film                         |
| ----- | --------------------------- | ------------------------- | ---------------------------- |
| 1980  | Meryl Streep                | Joanna Kramer             | Kramer contre Kramer         |
| 1980  | Jane Alexander              | Margaret Phelps           | Kramer contre Kramer         |
| 1980  | Barbara Barrie              | Evelyn Stoller            | La Bande des quatre          |
| 1980  | Candice Bergen              | Jessica Potter            | Merci d'avoir été ma femme   |
| 1980  | Mariel Hemingway            | Tracy                     | Manhattan                    |
| 1981  | Mary Steenburgen            | Lynda West-Dummar         | Melvin and Howard            |
| 1981  | Eileen Brennan              | Doreen Lewis              | La Bidasse                   |
| 1981  | Eva Le Gallienne            | Pearl                     | Résurrection                 |
| 1981  | Cathy Moriarty              | Vikki LaMotta             | Raging Bull                  |
| 1981  | Diana Scarwid               | Louise                    | Rendez-vous chez Max's       |
| 1982  | Maureen Stapleton           | Emma Goldman              | Reds                         |
| 1982  | Melinda Dillon              | Teresa Perrone            | Absence de malice            |
| 1982  | Jane Fonda                  | Chelsea Thayer Wayne      | La Maison du lac             |
| 1982  | Joan Hackett                | Toby Landau               | Only When I Laugh            |
| 1982  | Elizabeth McGovern          | Evelyn Nesbit             | Ragtime                      |
| 1983  | Jessica Lange               | Julie Nichols             | Tootsie                      |
| 1983  | Glenn Close                 | Jenny Fields              | Le Monde selon Garp          |
| 1983  | Teri Garr                   | Sandy Lester              | Tootsie                      |
| 1983  | Kim Stanley                 | Lillian Farmer            | Frances                      |
| 1983  | Lesley Ann Warren           | Norma Cassidy             | Victor Victoria              |
| 1984  | Linda Hunt                  | Billy Kwan                | L'Année de tous les dangers  |
| 1984  | Cher                        | Dolly Pelliker            | Le Mystère Silkwood          |
| 1984  | Glenn Close                 | Sarah Cooper              | Les Copains d'abord          |
| 1984  | Amy Irving                  | Hadass Vishkower          | Yentl                        |
| 1984  | Alfre Woodard               | Beatrice                  | Marjorie                     |
| 1985  | Peggy Ashcroft              | Madame Moore              | La Route des Indes           |
| 1985  | Glenn Close                 | Iris Gaines               | Le Meilleur                  |
| 1985  | Lindsay Crouse              | Margaret Lomax            | Les Saisons du cœur          |
| 1985  | Christine Lahti             | Hazel Zanussi             | Swing Shift                  |
| 1985  | Geraldine Page              | Madame Ritter             | Le Pape de Greenwich Village |
| 1986  | Anjelica Huston             | Maerose Prizzi            | L'Honneur des Prizzi         |
| 1986  | Margaret Avery              | Shug Avery                | La Couleur pourpre           |
| 1986  | Amy Madigan                 | Sunny MacKenzie-Sobel     | Soleil d'automne             |
| 1986  | Meg Tilly                   | Sœur Agnes Devereaux      | Agnès de Dieu                |
| 1986  | Oprah Winfrey               | Sofia Johnson             | La Couleur pourpre           |
| 1987  | Dianne Wiest                | Holly                     | Hannah et ses sœurs          |
| 1987  | Tess Harper                 | Chick Boyle               | Crimes du cœur               |
| 1987  | Piper Laurie                | Madame Norman             | Les Enfants du silence       |
| 1987  | Mary Elizabeth Mastrantonio | Carmen                    | La Couleur de l'argent       |
| 1987  | Maggie Smith                | Charlotte Bartlett        | Chambre avec vue             |
| 1988  | Olympia Dukakis             | Rose Castorini            | Éclair de lune               |
| 1988  | Norma Aleandro              | Florencia Sánchez Morales | Gaby                         |
| 1988  | Anne Archer                 | Beth Rogerson-Gallagher   | Liaison fatale               |
| 1988  | Anne Ramsey                 | Momma Lift                | Balance maman hors du train  |
| 1988  | Ann Sothern                 | Letitia Benson-Doughty    | Les Baleines du mois d'août  |
| 1989  | Geena Davis                 | Muriel Pritchett          | Voyageur malgré lui          |
| 1989  | Joan Cusack                 | Cynthia                   | Working Girl                 |
| 1989  | Frances McDormand           | Madame Pell               | Mississippi Burning          |
| 1989  | Michelle Pfeiffer           | Madame Marie de Tourvel   | Les Liaisons dangereuses     |
| 1989  | Sigourney Weaver            | Katharine Parker          | Working Girl                 |

### Années 1990
| Année | Actrice                | Rôle                               | Film                                 |
| ----- | ---------------------- | ---------------------------------- | ------------------------------------ |
| 1990  | Brenda Fricker         | Bridget Fagan-Brown                | My Left Foot                         |
| 1990  | Anjelica Huston        | Tamara Broder                      | Ennemies, une histoire d'amour       |
| 1990  | Lena Olin              | Masha Bloch                        | Ennemies, une histoire d'amour       |
| 1990  | Julia Roberts          | Shelby Eatenton-Latcherie          | Potins de femmes                     |
| 1990  | Dianne Wiest           | Helen Buckham                      | Portrait craché d'une famille modèle |
| 1991  | Whoopi Goldberg        | Oda Mae Brown                      | Ghost                                |
| 1991  | Annette Bening         | Myra Langtry                       | Les Arnaqueurs                       |
| 1991  | Lorraine Bracco        | Karen Hill                         | Les Affranchis                       |
| 1991  | Diane Ladd             | Marietta Fortune                   | Sailor et Lula                       |
| 1991  | Mary McDonnell         | « Dressée avec le Poing »          | Danse avec les loups                 |
| 1992  | Mercedes Ruehl         | Anne Napolitano                    | Le Roi Pêcheur                       |
| 1992  | Diane Ladd             | Madame Hillyer                     | Rambling Rose                        |
| 1992  | Juliette Lewis         | Danielle Bowden                    | Les Nerfs à vif                      |
| 1992  | Kate Nelligan          | Lila Wingo Newbury                 | Le Prince des marées                 |
| 1992  | Jessica Tandy          | Virginia Threadgoode               | Beignets de tomates vertes           |
| 1993  | Marisa Tomei           | Mona Lisa Vito                     | Mon cousin Vinny                     |
| 1993  | Judy Davis             | Sally Simmons                      | Maris et Femmes                      |
| 1993  | Joan Plowright         | Madame Fisher                      | Avril enchanté                       |
| 1993  | Vanessa Redgrave       | Ruth Wilcox                        | Retour à Howards End                 |
| 1993  | Miranda Richardson     | Ingrid Thompson-Fleming            | Fatale                               |
| 1994  | Anna Paquin            | Flora McGrath                      | La Leçon de piano                    |
| 1994  | Holly Hunter           | Tammy Hemphill                     | La Firme                             |
| 1994  | Rosie Perez            | Carla Rodrigo                      | État second                          |
| 1994  | Winona Ryder           | May Welland                        | Le Temps de l'innocence              |
| 1994  | Emma Thompson          | Gareth Peirce                      | Au nom du père                       |
| 1995  | Dianne Wiest           | Helen Sinclair                     | Coups de feu sur Broadway            |
| 1995  | Rosemary Harris        | Rose Haigh-Wood                    | Tom et Viv                           |
| 1995  | Helen Mirren           | Charlotte de Mecklembourg-Strelitz | La Folie du roi George               |
| 1995  | Uma Thurman            | Mia Wallace                        | Pulp Fiction                         |
| 1995  | Jennifer Tilly         | Olive Neal                         | Coups de feu sur Broadway            |
| 1996  | Mira Sorvino           | Linda Ash                          | Maudite Aphrodite                    |
| 1996  | Joan Allen             | Pat Nixon                          | Nixon                                |
| 1996  | Kathleen Quinlan       | Marilyn Lovell                     | Apollo 13                            |
| 1996  | Mare Winningham        | Georgia Flood                      | Georgia                              |
| 1996  | Kate Winslet           | Marianne Dashwood                  | Raison et Sentiments                 |
| 1997  | Juliette Binoche       | Hana                               | Le Patient anglais                   |
| 1997  | Joan Allen             | Elizabeth Proctor                  | La Chasse aux sorcières              |
| 1997  | Lauren Bacall          | Hannah Morgan                      | Leçons de séduction                  |
| 1997  | Barbara Hershey        | Madame Serena Merle                | Portrait de femme                    |
| 1997  | Marianne Jean-Baptiste | Hortense Cumberbatch               | Secrets et Mensonges                 |
| 1998  | Kim Basinger           | Lynn Bracken                       | L.A. Confidential                    |
| 1998  | Joan Cusack            | Emily Montgomery                   | In and Out                           |
| 1998  | Minnie Driver          | Skylar                             | Will Hunting                         |
| 1998  | Julianne Moore         | Amber Waves                        | Boogie Nights                        |
| 1998  | Gloria Stuart          | Rose Dawson Calvert                | Titanic                              |
| 1999  | Judi Dench             | Élisabeth I                        | Shakespeare in Love                  |
| 1999  | Kathy Bates            | Libby Holden                       | Primary Colors                       |
| 1999  | Brenda Blethyn         | Mari Hoff                          | Little Voice                         |
| 1999  | Rachel Griffiths       | Hilary du Pré                      | Hilary et Jackie                     |
| 1999  | Lynn Redgrave          | Hanna                              | Ni Dieux ni Démons                   |

### Années 2000
| Année | Actrice              | Rôle                     | Film                                  |
| ----- | -------------------- | ------------------------ | ------------------------------------- |
| 2000  | Angelina Jolie       | Lisa Rowe                | Une vie volée                         |
| 2000  | Toni Collette        | Lynn Sear                | Sixième Sens                          |
| 2000  | Catherine Keener     | Maxine Lund              | Dans la peau de John Malkovich        |
| 2000  | Samantha Morton      | Hattie                   | Accords et Désaccords                 |
| 2000  | Chloë Sevigny        | Lana Tisdel              | Boys Don't Cry                        |
| 2001  | Marcia Gay Harden    | Lee Krasner              | Pollock                               |
| 2001  | Judi Dench           | Armande Voizin           | Le Chocolat                           |
| 2001  | Kate Hudson          | Penny Lane               | Presque célèbre                       |
| 2001  | Frances McDormand    | Elaine Miller            | Presque célèbre                       |
| 2001  | Julie Walters        | Georgia Wilkinson        | Billy Elliot                          |
| 2002  | Jennifer Connelly    | Alicia Nash              | Un homme d'exception                  |
| 2002  | Helen Mirren         | Madame Wilson            | Gosford Park                          |
| 2002  | Maggie Smith         | Constance Trentham       | Gosford Park                          |
| 2002  | Marisa Tomei         | Natalie Strout           | In the Bedroom                        |
| 2002  | Kate Winslet         | Iris Murdoch             | Iris                                  |
| 2003  | Catherine Zeta-Jones | Velma Kelly              | Chicago                               |
| 2003  | Kathy Bates          | Roberta Hertzel          | Monsieur Schmidt                      |
| 2003  | Julianne Moore       | Laura McGrath-Brown      | The Hours                             |
| 2003  | Queen Latifah        | Matron Mama Morton       | Chicago                               |
| 2003  | Meryl Streep         | Susan Orlean             | Adaptation                            |
| 2004  | Renée Zellweger      | Ruby Thewes              | Retour à Cold Mountain                |
| 2004  | Shohreh Aghdashloo   | Nadereh Behrani          | House of Sand and Fog                 |
| 2004  | Patricia Clarkson    | Joy Burns                | Pieces of April                       |
| 2004  | Marcia Gay Harden    | Celeste Boyle            | Mystic River                          |
| 2004  | Holly Hunter         | Melanie Freeland         | Thirteen                              |
| 2005  | Cate Blanchett       | Katharine Hepburn        | Aviator                               |
| 2005  | Laura Linney         | Clara McMillen           | Dr Kinsey                             |
| 2005  | Virginia Madsen      | Maya Randall             | Sideways                              |
| 2005  | Sophie Okonedo       | Tatiana Rusesabagina     | Hôtel Rwanda                          |
| 2005  | Natalie Portman      | Jane Jones / Alice Ayres | Closer, entre adultes consentants     |
| 2006  | Rachel Weisz         | Tessa Quayle             | The Constant Gardener                 |
| 2006  | Amy Adams            | Ashley Johnsten          | Junebug                               |
| 2006  | Catherine Keener     | Nelle Harper Lee         | Truman Capote                         |
| 2006  | Frances McDormand    | Glory Dodge              | L'Affaire Josey Aimes                 |
| 2006  | Michelle Williams    | Alma Beers               | Le Secret de Brokeback Mountain       |
| 2007  | Jennifer Hudson      | Effie White              | Dreamgirls                            |
| 2007  | Adriana Barraza      | Amelia Hernández         | Babel                                 |
| 2007  | Cate Blanchett       | Bathsheba Hart           | Chronique d'un scandale               |
| 2007  | Abigail Breslin      | Olive Hoover             | Little Miss Sunshine                  |
| 2007  | Rinko Kikuchi        | Chieko Wataya            | Babel                                 |
| 2008  | Tilda Swinton        | Karen Crowder            | Michael Clayton                       |
| 2008  | Cate Blanchett       | Jude Quinn               | I'm Not There                         |
| 2008  | Ruby Dee             | Mahalee Lucas            | American Gangster                     |
| 2008  | Saoirse Ronan        | Briony Tallis            | Reviens-moi                           |
| 2008  | Amy Ryan             | Helene McCready          | Gone Baby Gone                        |
| 2009  | Penélope Cruz        | María Elena              | Vicky Cristina Barcelona              |
| 2009  | Amy Adams            | Sœur James               | Doute                                 |
| 2009  | Viola Davis          | Madame Miller            | Doute                                 |
| 2009  | Taraji P. Henson     | Queenie                  | L'Étrange Histoire de Benjamin Button |
| 2009  | Marisa Tomei         | Cassidy / Pam            | The Wrestler                          |

### Années 2010
| Année | Actrice              | Rôle                   | Film                           |
| ----- | -------------------- | ---------------------- | ------------------------------ |
| 2010  | Mo'Nique             | Mary Lee Johnston      | Precious                       |
| 2010  | Penélope Cruz        | Carla Albanese         | Nine                           |
| 2010  | Vera Farmiga         | Alex Goran             | In the Air                     |
| 2010  | Maggie Gyllenhaal    | Jean Craddock          | Crazy Heart                    |
| 2010  | Anna Kendrick        | Natalie Keener         | In the Air                     |
| 2011  | Melissa Leo          | Alice Eklund-Ward      | Fighter                        |
| 2011  | Amy Adams            | Charlene Fleming       | Fighter                        |
| 2011  | Helena Bonham Carter | Elizabeth Bowes-Lyon   | Le Discours d'un roi           |
| 2011  | Hailee Steinfeld     | Mattie Ross            | True Grit                      |
| 2011  | Jacki Weaver         | Janine Cody            | Animal Kingdom                 |
| 2012  | Octavia Spencer      | Minny Jackson          | La Couleur des sentiments      |
| 2012  | Bérénice Bejo        | Peppy Miller           | The Artist                     |
| 2012  | Jessica Chastain     | Celia Foote            | La Couleur des sentiments      |
| 2012  | Melissa McCarthy     | Megan Price            | Mes meilleures amies           |
| 2012  | Janet McTeer         | Hubert Page            | Albert Nobbs                   |
| 2013  | Anne Hathaway        | Fantine                | Les Misérables                 |
| 2013  | Amy Adams            | Peggy Todd             | The Master                     |
| 2013  | Sally Field          | Mary Todd Lincoln      | Lincoln                        |
| 2013  | Helen Hunt           | Cheryl Cohen-Greene    | The Sessions                   |
| 2013  | Jacki Weaver         | Dolores Solitano       | Happiness Therapy              |
| 2014  | Lupita Nyong'o       | Patsey                 | Twelve Years a Slave           |
| 2014  | Sally Hawkins        | Ginger                 | Blue Jasmine                   |
| 2014  | Jennifer Lawrence    | Rosalyn Rosenfeld      | American Bluff                 |
| 2014  | Julia Roberts        | Barbara Weston-Fordham | Un été à Osage County          |
| 2014  | June Squibb          | Kate Grant             | Nebraska                       |
| 2015  | Patricia Arquette    | Olivia Evans           | Boyhood                        |
| 2015  | Laura Dern           | Bobbi Grey             | Wild                           |
| 2015  | Keira Knightley      | Joan Clarke            | Imitation Game                 |
| 2015  | Emma Stone           | Sam Thomson            | Birdman                        |
| 2015  | Meryl Streep         | La sorcière            | Into the Woods                 |
| 2016  | Alicia Vikander      | Gerda Wegener          | Danish Girl                    |
| 2016  | Jennifer Jason Leigh | Daisy Domergue         | Les Huit Salopards             |
| 2016  | Rooney Mara          | Therese Belivet        | Carol                          |
| 2016  | Rachel McAdams       | Sacha Pfeiffer         | Spotlight                      |
| 2016  | Kate Winslet         | Joanna Hoffman         | Steve Jobs                     |
| 2017  | Viola Davis          | Rose Lee Maxson        | Fences                         |
| 2017  | Naomie Harris        | Paula Harris           | Moonlight                      |
| 2017  | Nicole Kidman        | Sue Brightley          | Lion                           |
| 2017  | Octavia Spencer      | Dorothy Vaughan        | Les Figures de l'ombre         |
| 2017  | Michelle Williams    | Randi Chandler         | Manchester by the Sea          |
| 2018  | Allison Janney       | LaVona Golden          | Moi, Tonya                     |
| 2018  | Mary J. Blige        | Florence Jackson       | Mudbound                       |
| 2018  | Lesley Manville      | Cyril Woodcock         | Phantom Thread                 |
| 2018  | Laurie Metcalf       | Marion McPherson       | Lady Bird                      |
| 2018  | Octavia Spencer      | Zelda Fuller           | La Forme de l'eau              |
| 2019  | Regina King          | Sharon Rivers          | Si Beale Street pouvait parler |
| 2019  | Amy Adams            | Lynne Cheney           | Vice                           |
| 2019  | Marina de Tavira     | Sofía                  | Roma                           |
| 2019  | Emma Stone           | Abigail Masham         | La Favorite                    |
| 2019  | Rachel Weisz         | Sarah Churchill        | La Favorite                    |

### Années 2020
| Année | Actrice              | Rôle                            | Film                                    |
| ----- | -------------------- | ------------------------------- | --------------------------------------- |
| 2020  | Laura Dern           | Nora Fanshaw                    | Marriage Story                          |
| 2020  | Kathy Bates          | Barbara Jewell                  | Le Cas Richard Jewell                   |
| 2020  | Scarlett Johansson   | Rosie Betzler                   | Jojo Rabbit                             |
| 2020  | Margot Robbie        | Kayla Pospisil                  | Scandale                                |
| 2020  | Florence Pugh        | Amy March                       | Les filles du Docteur March             |
| 2021  | Youn Yuh-jung        | Soon-Ja                         | Minari                                  |
| 2021  | Maria Bakalova       | Tutar Sagdiyeva                 | Borat, nouvelle mission filmée          |
| 2021  | Glenn Close          | Bonnie "Memaw" Vence            | Une ode américaine                      |
| 2021  | Olivia Colman        | Anne                            | The Father                              |
| 2021  | Amanda Seyfried      | Marion Davies                   | Mank                                    |
| 2022  | Ariana DeBose        | Anita del Carmen                | West Side Story                         |
| 2022  | Jessie Buckley       | Leda Carusso                    | The Lost Daughter                       |
| 2022  | Judi Dench           | Granny                          | Belfast                                 |
| 2022  | Kirsten Dunst        | Rose Gordon                     | The Power of the Dog                    |
| 2022  | Aunjanue Ellis       | Oracene Price                   | La Méthode Williams                     |
| 2023  | Jamie Lee Curtis     | Deirdre Beaubeirdra             | Everything Everywhere All at Once       |
| 2023  | Angela Bassett       | Ramonda                         | Black Panther: Wakanda Forever          |
| 2023  | Hong Chau            | Liz                             | The Whale                               |
| 2023  | Kerry Condon         | Siobhán Súilleabháin            | Les Banshees d'Inisherin                |
| 2023  | Stephanie Hsu        | Joy Wang / Jobu Tupaki          | Everything Everywhere All at Once       |
| 2024  | Da'Vine Joy Randolph | Mary Lamb                       | Winter Break                            |
| 2024  | Emily Blunt          | Katherine « Kitty » Oppenheimer | Oppenheimer                             |
| 2024  | Danielle Brooks      | Sofia Johnson                   | La Couleur pourpre                      |
| 2024  | America Ferrera      | Gloria                          | Barbie                                  |
| 2024  | Jodie Foster         | Bonnie Stoll                    | Insubmersible                           |
| 2025  | Zoe Saldaña          | Rita Mora Castro                | Emilia Pérez                            |
| 2025  | Monica Barbaro       | Joan Baez                       | Un parfait inconnu (A Complete Unknown) |
| 2025  | Ariana Grande        | Glinda                          | Wicked                                  |
| 2025  | Felicity Jones       | Erzsébet Tóth                   | The Brutalist                           |
| 2025  | Isabella Rossellini  | Sœur Agnès                      | Conclave                                |

## Historique
À ce jour, seules deux comédiennes ont été récompensées à deux reprises dans cette catégorie : Shelley Winters (en 1960 et 1966) et Dianne Wiest (en 1987 et 1995).
Hattie McDaniel est la première comédienne afro-américaine à avoir été nommée et récompensée en tant que « meilleure actrice dans un second rôle » en 1940 pour son rôle dans Autant en emporte le vent, et elle est aussi la première personne afro-américaine jamais nommée aux Oscars.
Tatum O'Neal est la comédienne la plus jeune à avoir été récompensée, à 11 ans, en 1974 pour La Barbe à papa, suivie en 1994 par Anna Paquin (12 ans) pour La Leçon de piano, la catégorie Oscar de la jeunesse ayant été abandonnée après 1961.
Linda Hunt est la seule actrice à recevoir ce prix pour un rôle masculin dans L'Année de tous les dangers, en 1984.
Penélope Cruz est quant à elle la première comédienne étrangère à avoir été récompensée dans cette catégorie pour un rôle à la fois en langue étrangère (espagnol), dans Vicky Cristina Barcelona. Elle reste aussi l'unique actrice hispanophone jamais récompensée aux Oscars.
En 1963, le film Tom Jones obtint 3 nominations dans la catégorie du meilleur second rôle féminin avec Diane Cilento, Dame Edith Evans et Joyce Redman
En 1998, Gloria Stuart, une des treize actrices Baby Star de 1932, devient à 87 ans la nommée la plus âgée, pour le rôle de Rose Dawson Calvert dans Titanic.
En 2014, Lupita Nyong'o devient la première actrice kényane et surtout originaire du continent africain à recevoir ce prix pour son interprétation dans Twelve Years a Slave de Steve McQueen.
La première cérémonie à présenter l'Oscar de la meilleure actrice dans un second rôle se tient en 1937 et Gale Sondergaard est récompensée pour son rôle dans Anthony Adverse.
Dianne Wiest et Shelley Winters sont les actrices les plus récompensées de l'Oscar de la meilleure actrice dans un second rôle, avec deux récompenses gagnées chacune.
Thelma Ritter est l'actrice la plus nommée à l'Oscar de la meilleure actrice dans un second rôle, avec six nominations.
En 2022, Ariana DeBose devient la première actrice à remporter le prix pour le même rôle qu’une autre actrice : Rita Moreno. En effet, toutes deux ont gagné l’Oscar pour le rôle d’Anita dans les deux versions cinématographiques de West Side Story – à soixante ans d’intervalle.
Contrairement à son homologue avec l'Oscar de la meilleure actrice, les comédiennes jouant dans des comédies musicales sont beaucoup plus mise à l'honneur dans cette catégorie. Ainsi, Rita Moreno en 1965 - Catherine Zeta-Jones en 2002 -  Jennifer Hudson en 2007 - Anne Hathaway en 2013 - Ariana DeBose en 2022 et Zoe Saldaña en 2025 ont pu remporter ce prix grâce à ce genre de films. En 2025, Zoe Saldaña, et Ariana Grande sont deux concurrentes ayant joués dans des films musicaux.

## Statistiques

### Nominations multiples
6 : Thelma Ritter
5 : Amy Adams
4 : Ethel Barrymore, Glenn Close, Lee Grant, Agnes Moorehead, Geraldine Page, Maggie Smith, Maureen Stapleton, Meryl Streep
3 : Kathy Bates, Cate Blanchett, Gladys Cooper, Judi Dench, Celeste Holm, Diane Ladd, Angela Lansbury, Frances McDormand, Anne Revere, Octavia Spencer, Marisa Tomei, Claire Trevor, Dianne Wiest, Kate Winslet, Shelley Winters
2 : Jane Alexander, Joan Allen, Fay Bainter, Beulah Bondi, Alice Brady, Dyan Cannon, Penélope Cruz, Joan Cusack, Viola Davis, Laura Dern, Melinda Dillon, Mildred Dunnock, Edith Evans, Jodie Foster, Ruth Gordon, Gloria Grahame, Marcia Gay Harden, Eileen Heckart, Wendy Hiller, Holly Hunter, Anjelica Huston, Madeline Kahn, Catherine Keener, Shirley Knight, Elsa Lanchester, Piper Laurie, Mercedes McCambridge, Sylvia Miles, Helen Mirren, Julianne Moore, Maria Ouspenskaïa, Estelle Parsons, Marjorie Rambeau, Vanessa Redgrave, Joyce Redman, Julia Roberts, Gale Sondergaard, Emma Stone, Jacki Weaver, Rachel Weisz, May Whitty, Michelle Williams, Teresa Wright

### Récompenses multiples
2  : Shelley Winters, Dianne Wiest

## Lauréates par nationalité
Les Oscars se déroulant aux États-Unis, ils sont le reflet de l'industrie cinématographique hollywoodienne, et la majorité des lauréats sont Américains. Cependant, plusieurs actrices lauréates de l'Oscar de la meilleure actrice sont d'origine étrangère :
- Australie : Cate Blanchett
- Canada /  Nouvelle-Zélande : Anna Paquin
- Corée du Sud : Youn Yuh-jung
- Espagne : Penélope Cruz
- France : Juliette Binoche
- France /  Russie : Lila Kedrova
- Grèce : Katina Paxinou
- Kenya /  Mexique : Lupita Nyong'o
- Irlande : Brenda Fricker
- Japon : Miyoshi Umeki
- Porto Rico : Rita Moreno
- Suède : Ingrid Bergman, Alicia Vikander
- Royaume-Uni : Peggy Ashcroft, Judi Dench, Wendy Hiller, Vanessa Redgrave, Margaret Rutherford, Maggie Smith, Tilda Swinton, Rachel Weisz, Catherine Zeta-Jones